# Zamiatarka

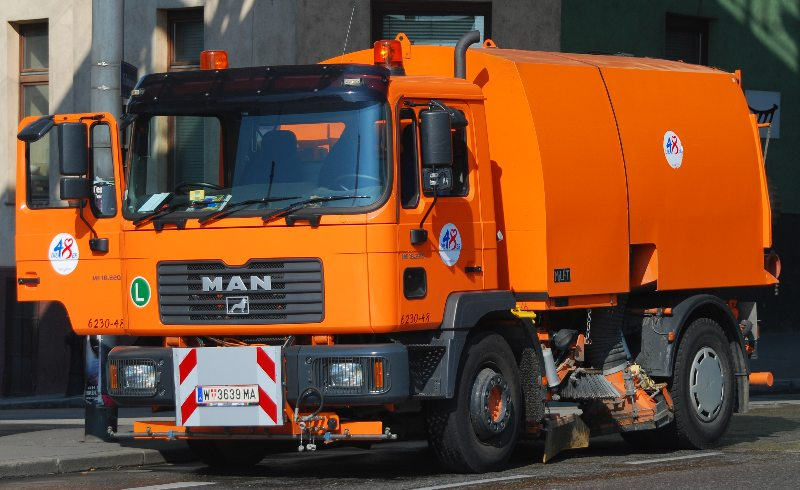
Samochodowa zamiatarka drogowa zabudowana na podwoziu samochodu ciężarowego MAN

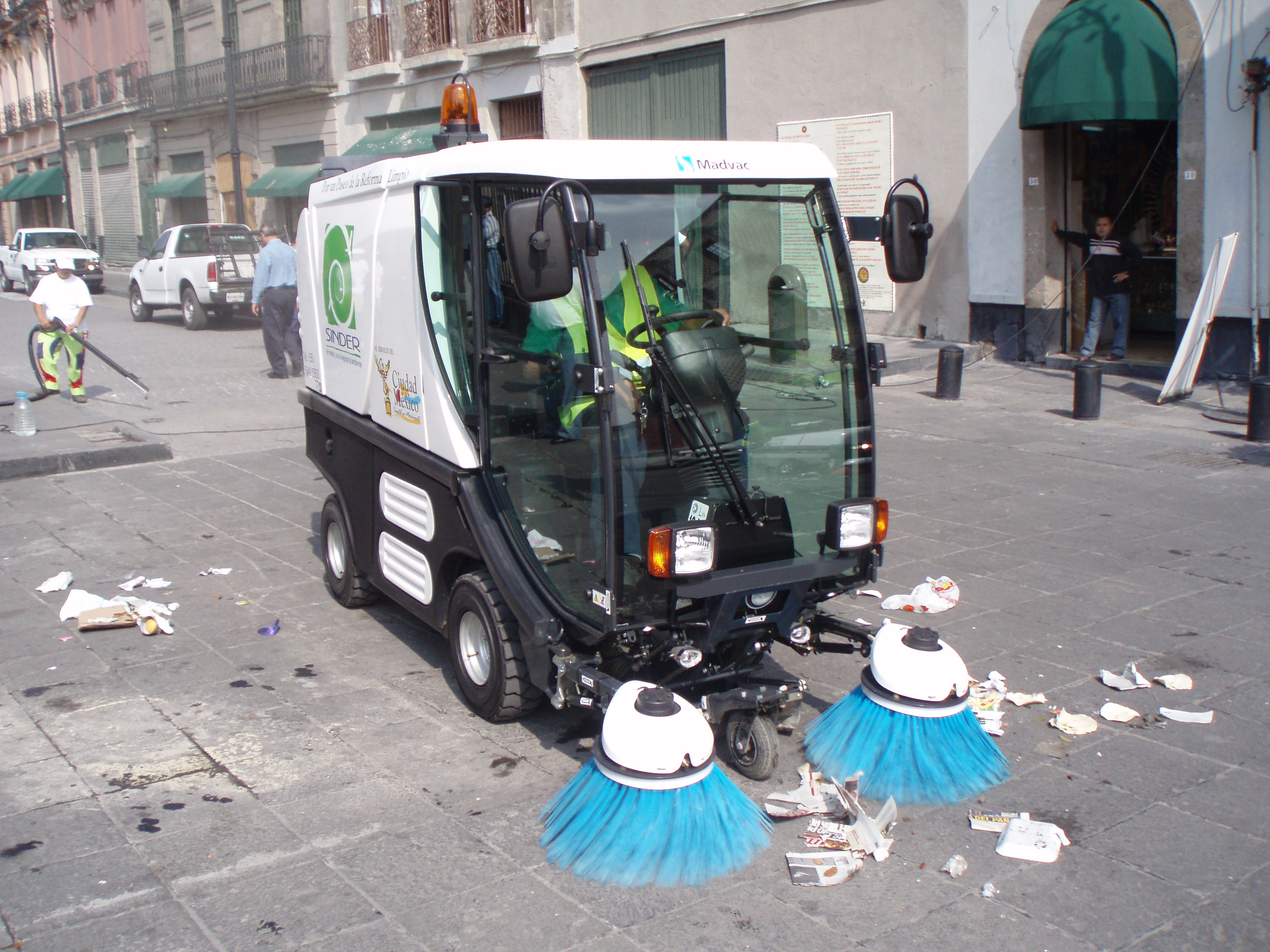
Uliczna zamiatarka kompaktowa Madvac

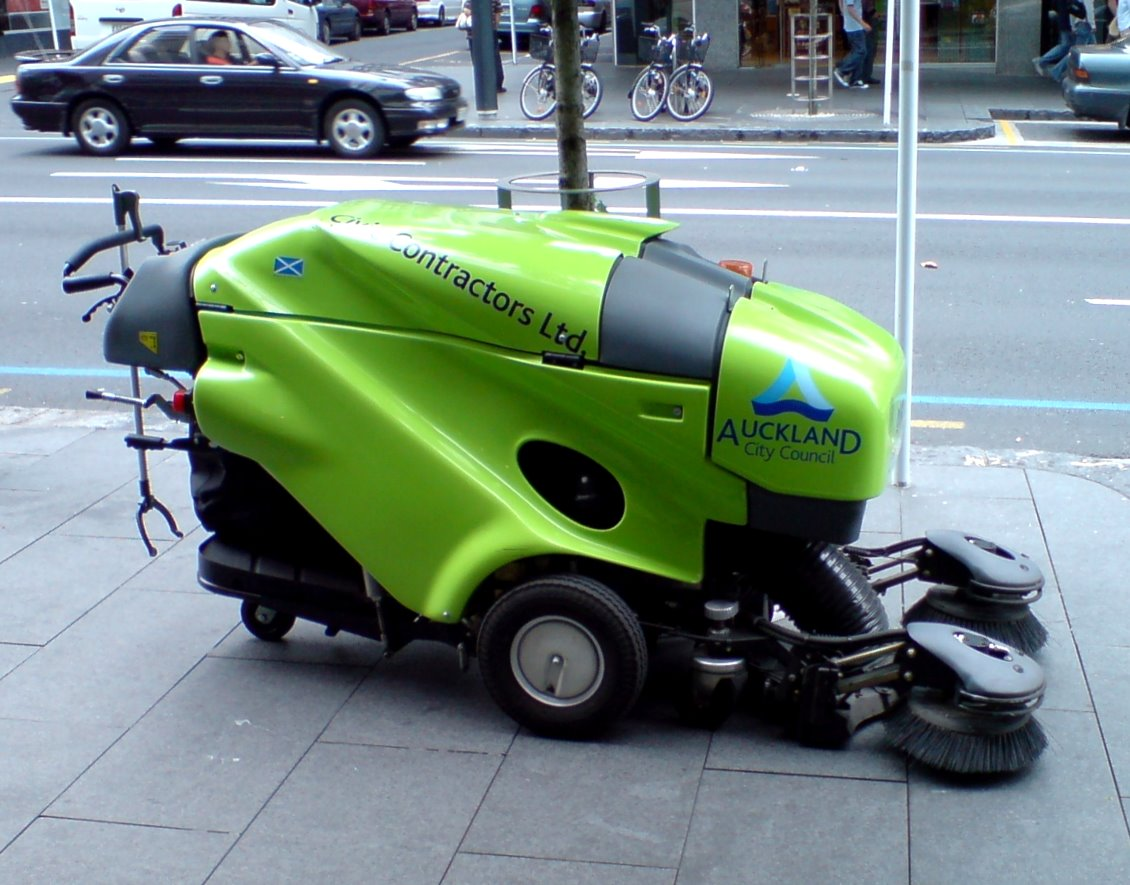
Mała zamiatarka chodnikowa Greenmachine

Zamiatarka – zbudowany na podwoziu samochodu ciężarowego komunalny pojazd specjalny przeznaczony do oczyszczania dróg, ulic, chodników i pasów startowych ze znajdujących się na nich nieczystości (np. pył, liście, drobne odpady komunalne stałe). Zamiatarkami nazywane są również mniejsze konstrukcje od początku zbudowane do tego celu (zamiatarki kompaktowe), przyczepy zamiatające (zamiatarki ciągnione) oraz małe maszyny samojezdne. Pod względem sposobu działania zamiatarki podzielić można na:
- ssące
- elewatorowe

W trakcie pracy zamiatarki cechują się małą prędkością roboczą rzędu kilku – kilkunastu km/h. Zbyt duża prędkość robocza skutkuje mało dokładnym oczyszczaniem powierzchni.

## Budowa i zasada działania

### Zamiatarki ssące
W skład podstawowego wyposażenia zamiatarki ssącej wchodzą:
- obrotowe szczotki – służą do zgarniania zanieczyszczeń i kierowania ich w pobliże kanału ssawnego,
- dmuchawa zasysająca – wytwarza podciśnienie w kanale ssawnym powodując zasysanie zgarniętych zanieczyszczeń,
- kontener na zanieczyszczenia – przechowuje zebrane zanieczyszczenia,
- filtr wylotowy – odfiltrowuje zanieczyszczenia od powietrza.

W skład wyposażenia dodatkowego wchodzić mogą:
- trzecia, wychylna szczotka przednia służąca do usuwania zanieczyszczeń z miejsc trudno dostępnych,
- frez usuwający zanieczyszczenia przylegające do nawierzchni,
- dodatkowy wąż ssawny do ręcznego usuwania zanieczyszczeń z miejsc trudno dostępnych, w tym np. pojemników na śmieci,
- polewarki/zmywarki – przy pomocy rozpylonego strumienia wody zapobiegają nadmiernemu powstawaniu pyłu podczas pracy i wspomagają proces oczyszczania nawierzchni; polewarki i zmywarki występują również jako oddzielne pojazdy[1],
- urządzenie do rozdrabniania odpadów w celu lepszego wykorzystania kontenera,
- urządzenia polepszające widoczność pracy (system kamer wideo, dodatkowa kierownica od strony bliższej krawężnika),
- urządzenia myjące do znaków drogowych, kubłów na śmieci itp.,
- oddzielne urządzenia do usuwania fekaliów,
- oddzielne pojemniki do selektywnej zbiórki odpadów.

Istnieje też możliwość zamontowania pługu lemieszowego i pojemnika na piasek w celu wykorzystania zamiatarki w roli pługopiaskarki.

### Zamiatarki elewatorowe
Zamiatarki elewatorowe posiadają inną konstrukcję odpowiedzialną za usuwanie i przechowywanie zanieczyszczeń. W rozwiązaniach tych nie występuje dmuchawa zasysająca. Zanieczyszczenia są zmiatane przez obrotową walcową szczotkę ułożoną równolegle do oczyszczanej powierzchni na przenośnik (np. taśmowy), a następnie transportowane do zewnętrznego lub wewnętrznego zbiornika.
Niektóre rozwiązania zamiatarek nie posiadają dmuchawy zasysającej i kontenera, lecz jedynie odgarniają zanieczyszczenia na pobocze.

## Historia

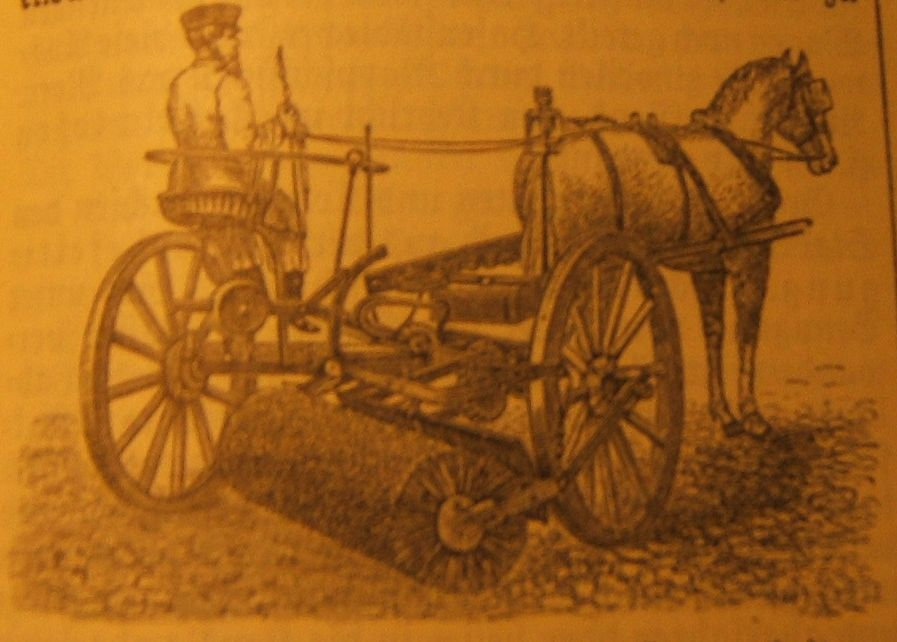
Jedno z pierwszych rozwiązań zamiatarek

Za pierwszą zamiatarkę uważa się elewatorową konstrukcję opatentowaną 4 września 1849 roku w Stanach Zjednoczonych przez CS Bishopa. Zamiatarka ta była pojazdem ciągnionym przez zaprzęg konny. Do końca XIX wieku w USA opatentowano 315 rozwiązań dotyczących zamiatarek.
Pierwsza zamiatarka z własnym napędem została opatentowana w USA w 1868 roku.